# Rivière Châtillon
Pour les articles homonymes, voir Châtillon.
La rivière Châtillon est un affluent de la rivière Broadback laquelle coule vers l'ouest jusqu'à la baie de Rupert, au sud de la baie James. La rivière Châtillon coule dans la municipalité de Eeyou Istchee Baie-James, dans la région administrative du Nord-du-Québec, au Québec, au Canada.

## Géographie
Les bassins versants voisins de la rivière Châtillon sont :
- Côté nord : rivière Broadback ;
- Côté est : lac Châtillon, lac Frotet, lac Troilus ;
- Côté sud : lac Regnault, lac Dompierre ;
- Côté ouest : rivière Broadback.

La rivière Châtillon prend sa source au lac Châtillon (longueur : 16,0 km ; altitude : 377 m) qui est situé au nord-ouest du lac Frotet (altitude : 379 m), au nord du lac Regnault (altitude : 371 m), au nord-ouest du lac Dompierre (altitude : 417 m), à l'ouest du lac Mistassini et à une centaine de kilomètres au nord-ouest de Chibougamau. Le lac Châtillon est situé dans la partie est de Eeyou Istchee Baie-James.
À partir de la rive nord-est du lac Châtillon, la rivière Châtillon coule :
- à priori vers le nord-est ;
- vers l'ouest en traversant le lac Lezai (altitude : 354 m) lequel recueille (du côté sud-ouest) les eaux de la décharge du lac Tortigny ; et en contournant par le sud le lac La Saigne (altitude : 345 m) ;
- vers le nord en traversant le lac Catherine (altitude : 329 m) lequel reçoit du côté nord-est les eaux de la décharge du lac La Saigne ;
- sur 4,5 km vers le nord-ouest en traversant les "Rapides Deux Milles" pour aller se déverser sur la rive est de la rivière Broadback.

La route du Nord passe à l'ouest du lac Châtillon.

## Toponymie
Le toponyme « rivière Châtillon » évoque l'un des rameaux de la pairie de la famille de Montmorency-Laval. Au XIIIe siècle, cette famille formait une branche de l'illustre maison de Montmorency. Famille noble de la Champagne (France), la maison de Châtillon a été titulaire, dès le IXe siècle, du comté de Châtillon-sur-Marne, mais s'est éteinte en 1762. De nos jours, le dénominatif "châtillon", de castillio, mot gallo-romain signifiant "petit château", est répandu dans le centre, l'est et l'ouest de la France.
Ce toponyme a été officialisé le 18 juin 1971 à la Commission de toponymie du Québec.